# 34.ª Calle Suroeste
La 34.ª Calle Suroeste es una vía intermedia del cuadrante suroeste de la ciudad de Managua, Nicaragua. Se extiende en varios segmentos desconectados que recorren sectores residenciales y hospitalarios del sur de la capital.

## Trazado
El primer segmento inicia en la 2.ª Avenida Suroeste en el barrio Hialeah, y se interrumpe antes de alcanzar la zona central. El segundo tramo reaparece en la 16.ª Avenida Suroeste, atravesando el Barrio La Esperanza y el Barrio Tierra Prometida. Termina en el lado oriental del Hospital General Occidental de Managua, a la altura de la 32.ª Avenida Suroeste.

## Intersecciones destacadas
- 2.ª Avenida Suroeste – Inicio en el sector oriental
- 16.ª Avenida Suroeste – Intersección en La Esperanza
- 32.ª Avenida Suroeste – Cruce final en el hospital occidental

## Barrios que atraviesa
- Hialeah
- La Esperanza
- Tierra Prometida

## Coordenadas
12°8′40″N 86°17′25″O / 12.14444, -86.29028